# Movimientos Cívicos Unidos de Brandeburgo/Votantes Libres
Los Movimientos Cívicos Unidos de Brandeburgo/Votantes Libres (en alemán: Brandenburger Vereinigte Bürgerbewegungen / Freie Wähler, abreviado: BVB/FREIE WÄHLER o BVB/FW) es una asociación política de Brandeburgo, con estatus oficial de partido político. La asociación fue fundada en 2008 bajo el nombre de Brandenburger Vereinigte Bürgerbewegungen, hasta que en 2011 adoptó su nombre actual.
En las elecciones estatales de Brandeburgo de 2014 recibió un 2,7% de los votos, pero gracias a la elección de su candidato directo Christoph Schulze en la circunscripción Teltow-Flaming III, ganó un mandato directo y en virtud de la cláusula del mandato básico pudo ganar 3 escaños en el Parlamento. La asociación cuenta actualmente con 680 miembros. En septiembre de 2017, dos diputados de la organización, incluyendo al propio Schulze, dejaron la colectividad, por lo que al término de la legislatura contaban con solo un escaño.
En las elecciones estatales de Brandeburgo de 2019 la formación obtuvo un 5,0% de los votos y 5 escaños en el Parlamento. Su presidente Péter Vida obtuvo un mandato directo en la circunscripción Barnim II.
Después de la transición de su diputado Philip Zeschmann a la AfD, los BVB/FW perdieron su estatus de grupo parlamentario en el parlamento estatal.
Los BVB/Freie Wähler están representados en varios parlamentos locales dentro de Brandeburgo, teniendo además alcaldes en algunas ciudades.

## Resultados electorales

### Elecciones alLandtag de Brandeburgo
| Año  | # de votos directos | # de votos de lista | % de votos de lista | # de escaños obtenidos | +/– | Gobierno           |
| ---- | ------------------- | ------------------- | ------------------- | ---------------------- | --- | ------------------ |
| 2009 | 32.498              | 23.296              | 1,7                 | 0/88                   |     | Extraparlamentario |
| 2014 | 49.854              | 26.317              | 2,7                 | 3/88                   | 3   | Oposición          |
| 2019 | 91.019              | 63.851              | 5,0                 | 5/88                   | 2   | Oposición          |